# Neobatrachus pictus
Espèce
Statut de conservation UICN

 LC  : Préoccupation mineure
Neobatrachus pictus est une espèce d'amphibiens de la famille des Limnodynastidae.

## Répartition

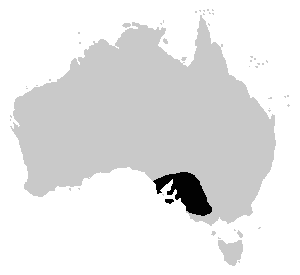
Distribution de Neobatrachus pictus

Cette espèce est endémique du Sud-Est de l'Australie. Elle se rencontre dans le sud-est de l'Australie-Méridionale, dans l'ouest du Victoria et dans l’extrême Sud-Ouest de la Nouvelle-Galles du Sud.

## Description
Neobatrachus pictus mesure jusqu'à 55 mm. Sa coloration varie du gris au jaunâtre avec des taches de couleur brune, olivâtre ou verte. Son ventre est blanc. Il lui arrive d'utiliser ses pattes arrière pour s'enfouir dans le sol. Par ailleurs, en cas de menace, il recroqueville ses pattes et se gonfle afin d'effrayer d'éventuels prédateurs.
Les têtards peuvent mesurer jusqu'à 78 mm et mettent de quatre à sept mois avant de se métamorphoser.

## Publication originale
- Peters, 1863 : Eine Übersicht der von Hrn. Richard Schomburgk an das zoologische Museum eingesandten Amphibien, aus Buchsfelde bei Adelaide in Südaustralien. Monatsberichte der Königlich Preussischen Akademie der Wissenschaften zu Berlin, vol. 1863, p. 228-236 (texte intégral).